# 岩淵三次
岩淵 三次（いわぶち さんじ、1895年（明治28年）3月2日 - 1945年（昭和20年）2月26日）は、日本の海軍軍人。海兵43期。最終階級は海軍中将。

## 概要
新潟県南蒲原郡三条町（現三条市）出身。旧制新潟県立三条中学校より海軍兵学校第43期入校。入校時成績順位は100名中第26位、卒業時成績順位は96名中第13位。海軍砲術学校高等科を卒業後は砲術畑を歩んだ。
1942年4月20日、戦艦「霧島」の艦長に着任し、ミッドウェー海戦、第2次ソロモン海戦、南太平洋海戦に参加。第3次ソロモン海戦では米戦艦「ワシントン」、「サウスダコタ」等と乱戦状態になり、舵を損傷した「霧島」は自沈、岩淵は救助され生還した。
岩淵はその後、ムンダ基地で蛇やトカゲまで食べるという飢餓状態となるも内地に帰還。舞鶴鎮守府人事部長に補職された。戦地帰りの岩淵は嶋田繁太郎海軍大臣が視察に廻る様子を見て癇癪を起こし、同期生の高木惣吉舞鶴鎮守府参謀長と憤懣の日々を過ごしていた。
次いで第31特別根拠地隊司令官となり、再びルソン島の戦いの戦地へ向かった。同根拠地隊はフィリピンの首都マニラ防衛のために組織された部隊であった。第14方面軍司令官山下奉文陸軍大将は、マニラをオープンシティとする方針であったが岩淵は猛烈に反対、このためマニラの戦いでは市民が巻き添えになり、マニラ大虐殺が発生する原因になった。 1945年2月26日、岩淵は戦闘中に司令部で自決。死後海軍中将に特別進級した。
直情的性格だったという。

## 年譜
- 1908年（明治41年）4月1日- 新潟県立三条中学校入学
- 1912年（大正元年）8月31日- 新潟県立三条中学校中途退学
  - 9月9日- 海軍兵学校入校 入校時成績順位100名中第26位
- 1915年（大正4年）12月16日- 海軍兵学校卒業 卒業時成績順位96名中第13位・任 海軍少尉候補生・装甲巡洋艦「磐手」乗組・練習艦隊近海航海出発 佐世保~仁川~旅順~大連~鎮海~舞鶴~鳥羽方面巡航
- 1916年（大正5年）4月3日- 帰着
  - 4月20日- 練習艦隊遠洋航海出発 香港~シンガポール~フリーマントル~メルボルン~シドニー~ウェリントン~オークランド~ヤルート~ポナペ~トラック~父島方面巡航 
  - 8月22日- 帰着
  - 12月1日- 任 海軍少尉
- 1918年（大正7年）3月26日- 装甲巡洋艦「日進」乗組
  - 12月1日- 任 海軍中尉
- 1919年（大正8年）8月5日- 1等駆逐艦「海風」乗組
  - 12月1日- 海軍砲術学校普通科学生
- 1920年（大正9年）5月31日- 海軍水雷学校普通科学生
  - 12月1日- 横須賀海軍航空隊航空術学生
- 1921年（大正10年）7月20日- 横須賀海軍航空隊附
  - 11月2日- 臨時航空術講習部部員
  - 12月1日- 任 海軍大尉・運送艦「松江」分隊長
- 1922年（大正11年）11月20日- 横須賀海兵団分隊長兼教官
- 1923年（大正12年）11月1日- 横須賀鎮守府附
  - 12月1日- 海軍砲術学校高等科第23期学生
- 1924年（大正13年）11月29日- 海軍砲術学校高等科修了
  - 12月1日- 戦艦「日向」分隊長
- 1925年（大正15年）12月1日- 2等海防艦「対馬」砲術長
- 1927年（昭和2年）12月1日- 任 海軍少佐
- 1928年（昭和3年）12月10日- 佐世保海兵団分隊長兼教官
- 1929年（昭和4年）4月1日- 第1遣外艦隊司令部附
  - 11月20日- 軽巡洋艦「矢矧」砲術長
- 1930年（昭和5年）11月1日- 呉鎮守府附
  - 12月1日- 軽巡洋艦「大井」砲術長
- 1931年（昭和6年）10月15日- 軽巡洋艦「阿武隈」砲術長
- 1932年（昭和7年）11月15日- 重巡洋艦「鳥海」砲術長
- 1933年（昭和8年）11月15日- 海軍中佐・巡洋戦艦「比叡」砲術長
- 1934年（昭和9年）11月15日- 呉警備戦隊司令官
- 1935年（昭和10年）7月1日- 呉鎮守府砲術参謀 兼豊予要塞参謀 兼下関要塞参謀 兼由良要塞参謀
- 1937年（昭和12年）12月1日- 任 海軍大佐
  - 12月15日- 横須賀鎮守府附
- 1938年（昭和13年）3月22日- 水上機母艦「神威」艦長
  - 8月25日-海軍軍令部兼海軍省出仕
- 1941年（昭和16年）4月1日- 練習巡洋艦「香椎」艤装員長
  - 7月15日- 練習巡洋艦「香椎」艦長
  - 11月1日-水上機母艦「秋津州(2代)」艤装員長
- 1942年（昭和17年）3月25日- 聯合艦隊司令部附
  - 4月20日- 戦艦「霧島」艦長
  - 11月22日- 第11航空艦隊司令部附
- 1943年（昭和18年）2月10日- 横須賀鎮守府附
  - 5月1日- 任 海軍少将
  - 5月5日- 舞鶴鎮守府人事部長
- 1944年（昭和19年）11月1日- 第3南遣艦隊司令部附
  - 11月17日- 第31特別根拠地隊司令官
- 1945年（昭和20年）2月26日- 自決 享年49 海軍中将に特別進級